# Wilhelm Hansen Fonden
 For alternative betydninger, se Wilhelm Hansen.
Wilhelm Hansen Fonden er en dansk fond, som støtter dansk musik, dans og teater.
Fonden er grundlagt 1995 med midler, der stammer fra salget i 1988 af Edition Wilhelm Hansen og senere suppleret med midler fra salget i 2001 Nordiska Strakosch Teaterförlaget, som blev det største teaterforlag i Norden. Hanne Wilhelm Hansen, tidligere leder af Wilhelm Hansen, oprettede fonden.
Fonden uddeler også en hæderspris samt Finn Juhl Prisen, opkaldt efter Finn Juhl, der var Hanne Wilhelm Hansens samlever.
Fonden har hjemme i Wilhelm Hansens Hus, Gothersgade 11.